# Insomni (pel·lícula)
Insomni (títol original en anglès: Insomnia) és una pel·lícula dirigida per Christopher Nolan el 2002, un thriller que ens situa davant d'un estrany assassinat comès en un petit poble d'Alaska (Estats Units) al qual arriba un veterà policia de la ciutat (Al Pacino) per ajudar en la investigació. És una adaptació de la pel·lícula noruega Insomnia, protagonitzada per l'actor Stellan Skarsgård el 1997.
El títol fa referència a l'insomni que pateix el protagonista a causa tant de les interminables hores de llum que hi ha al poble: als fantasmes personals que li impedeixen sentir-se tranquil.
Aquesta pel·lícula ha estat doblada al català.

## Argument
Un prestigiós detectiu de Los Angeles (Al Pacino) i el seu company arriben a una petita ciutat d'Alaska per investigar el brutal crim d'una adolescent. Però quan estan a punt d'atrapar a l'assassí de la jove, el detectiu, per causa de la boira, confon al seu company amb l'assassí i dispara matant el seu company; el detectiu comet un error que el porta al límit: ara ha de resoldre el crim i el seu propi error entre la manca de son, al·lucinacions i turmentat per un passat i una investigació que qüestiona tota la seva actuació. L'assassí (Robin Williams) és testimoni i comença a contactar amb ell en secret per fer-li veure que tenen molt en comú i que no es deixarà atrapar sense donar batalla. Fa xantatge al detectiu, qui culpa falsament a l'assassí de la jove.
Turmentat per la culpa que li provoca la mort del seu amic i per les constants trucades nocturnes que li fa el criminal per no buscar-ho i que cap surti inculpat, el detectiu comença a patir atacs d'insomni que perjudiquen el seu rendiment en les indagacions.

## Repartiment
- Al Pacino: detectiu Will Dormer
- Robin Williams: Walter Finch
- Hilary Swank: Lie Burr
- Martin Donovan: detectiu Hap Eckhart
- Maura Tierney: Rachel Clement
- Paul Dooley: Chief Nyback
- Jay Brazeau: Francis
- Nicky Katt: Fred Duggar
- Larry Holden: Farrell
- Kerry Sandomirsky: Trish Eckhart
- Lorne Cardinal: Rich
- Katharine Isabelle: Tanya Francke
- Jonathan Jackson: Randy Stetz
- Crystal Lowe: Kay Connell

## Crítica
- "Al Pacino brilla en un thriller inquietant (...) una història molt bé trenada i desenvolupada (...) creació d'una atmosfera tibant, virtualment insuportable (...) amb excessives concessions a les maneres de fer del cinema comercial actual"[3]
- "El film representa el triomf de l'atmosfera sobre un misteri no gaire misteriós. (...) Insomni no és espectacular al Memento però és una evident i inquietant prova del talent d'un jove director."